# Kanton Cruzy-le-Châtel
Kanton Cruzy-le-Châtel is een voormalig kanton van het Franse departement Yonne. Het kanton maakte deel uit van het arrondissement Avallon. 
Het werd opgeheven bij decreet van 13 februari 2014 met uitwerking op 22 maart 2015. Alle gemeenten werden opgenomen in het dan gevormde kanton Le Tonnerrois.

## Gemeenten
Het kanton Cruzy-le-Châtel omvatte de volgende gemeenten:
- Arthonnay
- Baon
- Cruzy-le-Châtel (hoofdplaats)
- Gigny
- Gland
- Mélisey
- Pimelles
- Quincerot
- Rugny
- Saint-Martin-sur-Armançon
- Sennevoy-le-Bas
- Sennevoy-le-Haut
- Tanlay
- Thorey
- Trichey
- Villon